# Heilbronner Falken
Heilbronner Falken (výslovnost: IPA: [haɪ̯lˌbʁɔnɐ ˈfalkn̩],  poslech) je německý klub ledního hokeje, který sídlí ve městě Heilbronn ve spolkové zemi Bádensko-Württembersko. Založen byl v roce 1980 pod názvem REV Heilbronn. Svůj současný název nese od roku 2003. Od sezóny 2013/14 působí v Deutsche Eishockey Lize 2, druhé německé nejvyšší soutěži ledního hokeje. Klubové barvy jsou červená, bílá a modrá.
Své domácí zápasy odehrává v Kolbenschmidt-Areně s kapacitou 4 000 diváků.

## Historické názvy
Zdroj:
- 1980 – REV Heilbronn (Rollschuh- und Eislaufverein Heilbronn)
- 1986 – Heilbronner EC (Heilbronner Eisclub)
- 2003 – Heilbronner Falken

## Přehled ligové účasti
Stručný přehled
Zdroj:
- 1981–1982: Eishockey-Landesliga Baden-Württemberg (6. ligová úroveň v Německu)
- 1982–1984: Eishockey-Baden Würtemberg Liga (5. ligová úroveň v Německu)
- 1984–1985: Eishockey-Regionalliga Südwest (4. ligová úroveň v Německu)
- 1985–1987: Eishockey-Oberliga Mitte (3. ligová úroveň v Německu)
- 1987–1989: 2. Eishockey-Bundesliga (2. ligová úroveň v Německu)
- 1990–1994: Eishockey-Oberliga Süd (3. ligová úroveň v Německu)
- 1994–1998: 1. Eishockey-Liga Süd (2. ligová úroveň v Německu)
- 1998–1999: Eishockey-Bundesliga (2. ligová úroveň v Německu)
- 1999–2004: 2. Eishockey-Bundesliga (2. ligová úroveň v Německu)
- 2004–2007: Eishockey-Oberliga (3. ligová úroveň v Německu)
- 2007–2013: 2. Eishockey-Bundesliga (2. ligová úroveň v Německu)
- 2013– : DEL2 (2. ligová úroveň v Německu)

Jednotlivé ročníky
Zdroj:
Legenda: ZČ - základní část, červené podbarvení - sestup, zelené podbarvení - postup, fialové podbarvení - reorganizace, změna skupiny či soutěže
| Německo (1981 – ) |                              |           |           |                                             |                        |
| Sezóny            | Soutěž                       | Úroveň    | ZČ        | Play-off                                    | Poznámky               |
| 1981/82           | Landesliga Baden-Württemberg | 6. úroveň | ?. místo  |                                             | Postup                 |
| 1982/83           | Baden Würtemberg Liga        | 5. úroveň | ?. místo  |                                             |                        |
| 1983/84           | Baden Würtemberg Liga        | 5. úroveň | ?. místo  |                                             | Postup                 |
| 1984/85           | Regionalliga Südwest         | 4. úroveň | 3. místo  | Baráž o Oberligu Mitte (4. místo)           | Postup                 |
| 1985/86           | Oberliga Mitte               | 3. úroveň | 3. místo  | Baráž o Oberligu Mitte, sk. B (1. místo)    |                        |
| 1986/87           | Oberliga Mitte               | 3. úroveň | 2. místo  | Baráž o 2. Bundesligu Süd, sk. B (3. místo) | Postup                 |
| 1987/88           | 2. Bundesliga Süd            | 2. úroveň | 5. místo  | Baráž o 2. Bundesligu Süd, sk. A (1. místo) |                        |
| 1988/89           | 2. Bundesliga Süd            | 2. úroveň | 4. místo  | Baráž o Bundesligu (10. místo)              | Insolvence; odstoupení |
| ...               |                              |           |           |                                             |                        |
| 1990/91           | Oberliga Süd                 | 3. úroveň | 9. místo  | Baráž o 2. Bundesligu Süd, sk. B (6. místo) |                        |
| 1991/92           | Oberliga Süd                 | 3. úroveň | 2. místo  | Finálová skupina (4. místo)                 |                        |
| 1992/93           | Oberliga Süd                 | 3. úroveň | 6. místo  | Finálová skupina (6. místo)                 |                        |
| 1993/94           | Oberliga Süd                 | 3. úroveň | 1. místo  | Zápas o 3. místo (prohra)                   | Reorganizace           |
| 1994/95           | 1. Eishockey-Liga Süd        | 2. úroveň | 2. místo  | Čtvrtfinále                                 |                        |
| 1995/96           | 1. Eishockey-Liga Süd        | 2. úroveň | 3. místo  | Semifinále                                  |                        |
| 1996/97           | 1. Eishockey-Liga Süd        | 2. úroveň | 2. místo  | Semifinále                                  |                        |
| 1997/98           | 1. Eishockey-Liga Süd        | 2. úroveň | 1. místo  | Finálová skupina (12. místo)                | Reorganizace           |
| 1998/99           | Bundesliga                   | 2. úroveň | 10. místo | Baráž o Bundesligu, sk. B (1. místo)        | Reorganizace           |
| 1999/00           | 2. Bundesliga                | 2. úroveň | 5. místo  | Finálová skupina (9. místo)                 |                        |
| 2000/01           | 2. Bundesliga                | 2. úroveň | 2. místo  | Semifinále                                  |                        |
| 2001/02           | 2. Bundesliga                | 2. úroveň | 4. místo  | Semifinále                                  |                        |
| 2002/03           | 2. Bundesliga                | 2. úroveň | 5. místo  | Čtvrtfinále                                 |                        |
| 2003/04           | 2. Bundesliga                | 2. úroveň | 10. místo | Skupina o udržení (5. místo)                | Sestup                 |
| 2004/05           | Oberliga Südwest             | 3. úroveň | 1. místo  | 2. kolo, sk. A (5. místo)                   |                        |
| 2005/06           | Oberliga                     | 3. úroveň | 6. místo  | Semifinále                                  |                        |
| 2006/07           | Oberliga                     | 3. úroveň | 2. místo  | Vítěz                                       | Postup                 |
| 2007/08           | 2. Bundesliga                | 2. úroveň | 3. místo  | Semifinále                                  |                        |
| 2008/09           | 2. Bundesliga                | 2. úroveň | 4. místo  | Čtvrtfinále                                 |                        |
| 2009/10           | 2. Bundesliga                | 2. úroveň | 6. místo  | Čtvrtfinále                                 |                        |
| 2010/11           | 2. Bundesliga                | 2. úroveň | 2. místo  | Čtvrtfinále                                 |                        |
| 2011/12           | 2. Bundesliga                | 2. úroveň | 2. místo  | Čtvrtfinále                                 |                        |
| 2012/13           | 2. Bundesliga                | 2. úroveň | 7. místo  | Čtvrtfinále                                 | Reorganizace           |
| 2013/14           | DEL2                         | 2. úroveň | 11. místo | Play-out (výhra)                            |                        |
| 2014/15           | DEL2                         | 2. úroveň | 13. místo | Play-out, 2. kolo (prohra)                  |                        |
| 2015/16           | DEL2                         | 2. úroveň | 14. místo | Play-out, 2. kolo (prohra)                  |                        |
| 2016/17           | DEL2                         | 2. úroveň | 13. místo | Play-out, 1. kolo (výhra)                   |                        |
| 2017/18           | DEL2                         | 2. úroveň | 9. místo  | Čtvrtfinále                                 |                        |
| 2018/19           | DEL2                         | 2. úroveň |           |                                             |                        |